# 住友重機械建機クレーン
住友重機械建機クレーン株式会社（すみともじゅうきかいけんきクレーン）は、東京都台東区に本社を置く建設機械メーカー。
元来は住友重機械工業と日立建機の合弁会社であり、日立建機のクレーン部門と住友重機械グループのクレーン部門子会社を統合したクローラークレーン専門の会社として設立されたが、2022年より住友重機械工業の完全子会社となっている。クローラークレーンの日本国内シェアはトップクラスである。

## 沿革
- 1949年（昭和24年） - ［日立］純国産技術により日立U05パワーショベル完成。
- 1955年（昭和30年） - ［日立］日立建設機械サービス株式会社設立。
- 1957年（昭和32年） - ［日立］日立U106万能掘削機完成。
- 1963年（昭和38年） - ［住友］住友機械工業株式会社（現・住友重機械工業）に建機事業部を新設。クローラクレーン及びトラッククレーンについて、アメリカのLink-Belt社（現・FMC社）と技術提携。建機の国内総代理店として販売会社の住機建設機械販売株式会社を設立。
- 1964年（昭和39年） - ［住友］「住友-リンク・ベルト」ブランドにて機械式トラッククレーンを販売開始。
- 1965年（昭和40年） - ［日立］株式会社日立製作所の建設機械販売部門各社及び日立建設機械サービス各社が合併し、（旧）日立建機株式会社設立。
- 1969年（昭和44年） - ［日立］株式会社日立製作所の建設機械製造門が分離独立。足立工場・土浦工場をもって日立建設機械製造株式会社設立。
- 1970年（昭和45年） - ［日立］日立建設機械製造株式会社と（旧）日立建機株式会社が合併し、日立建機株式会社設立。
- 1970年（昭和45年） - ［住友］油圧式トラッククレーン販売開始。
- 1971年（昭和46年） - ［日立］世界初の全油圧式クローラクレーンKH150発売。
- 1974年（昭和49年） - ［日立］工場再配置政策及び生産体制整備強化のため、足立工場を土浦工場へ統合。
- 1975年（昭和50年） - ［住友］全油圧式クローラクレーン販売開始。
- 1981年（昭和56年） - ［日立］株式会社多田野鉄工所（現・タダノ）とトラッククレーン、クローラクレーンに関する業務提携。
- 1985年（昭和60年） - ［住友］LS-218RH5が機械工業デザイン賞「奨励賞」を受賞。
- 1985年（昭和60年） - ［住友］深圳国際建設機械有限公司（中国）設立。
- 1986年（昭和61年） - ［住友］住友とFMC社との合弁会社LBCE社（米国）を設立。北米にてクレーンの販売開始。住友重機械工業株式会社より分離独立。製販一体の新会社、住友建機株式会社設立。
- 1989年（平成元年） - ［日立］土浦工場近隣に減速機等を量産する霞ヶ浦工場竣工。東京証券取引所市場第一部に株式を上場。
- 1990年（平成 2年） - ［住友］オールテレーンクレーン（全油圧式トラッククレーン）生産開始。
- 1994年（平成 6年） - ［日立］KHシリーズをフルモデルチェンジしたCXシリーズを市場導入。
- 1996年（平成 8年） - ［日立］土浦事業本部がISO9001認証取得。
- 1997年（平成 9年） - ［日立］環境マネジメントシステムISO14001認証取得。
- 1998年（平成10年） - ［住友］クレーン・基礎機械の製造で品質保証の国際規格、ISO9001認証取得。
- 1999年（平成11年） - ［住友］名古屋工場で環境マネジメントシステム規格ISO14001認証を取得。
- 2000年（平成12年） - ［住友］整備・レンタル専業のテクニカルクレーンサービス株式会社（後のHSCクレーンサービス株式会社）を設立。
- 2001年（平成13年） - ［日立］［住友］日立建機株式会社、住友重機械工業株式会社、株式会社タダノがクレーン事業について業務提携。
- 2001年（平成13年） - ［住友］住友建機株式会社の分社化により、住友重機械建機クレーン株式会社（初代。後の住重建機クレーン株式会社。2010年、住友重機械工業に吸収合併）設立。
- 2002年（平成14年） - 【日住】日立住友重機械建機クレーン株式会社設立[5]。
- 2003年（平成15年） - 【日住】上海代表処を開設。SCXシリーズを市場導入。SCX900-2、SCX1200-2の2機種を販売開始。テクニカルクレーンサービス株式会社（後のHSCクレーンサービス株式会社）をグループ会社とする。
- 2004年（平成16年） - 【日住】日立住友重機械建機起重機（上海）有限公司設立。製造本部名古屋工場を新設。
- 2005年（平成17年） - 【日住】ホイールクレーンUCX300を販売開始。オールテレーンクレーンATXシリーズを販売開始。
- 2006年（平成18年） - 【日住】HSCクレーンサービス株式会社を合併。
- 2007年（平成19年） - 【日住】中期経営計画「グローバル HSC 21C」を策定。
- 2008年（平成20年） - 【日住】SCX2000-2が機械工業デザイン賞「審査委員会特別賞」を受賞。
- 2010年（平成22年） - 【日住】6000SLXが機械工業デザイン賞「日本力（にっぽんぶらんど）賞」を受賞[6]。
- 2017年（平成29年） - ［住友］住友重機械工業が当社株式の16%を日立建機より取得し連結子会社化[1]。
- 2018年（平成30年） - 【日住】4月1日付で、商号を日立住友重機械建機クレーン株式会社から住友重機械建機クレーン株式会社（2代）へ変更[7]。
- 2022年（令和4年） - 住友重機械工業の完全子会社となる[4]

## 主力製品
- クローラクレーン - 主力製品のSCXシリーズの他に、HLXシリーズ、SLXシリーズがある。
- アースドリル
- パイルドライバー
- ケーシングドライバー
- トラック（ホイール）クレーン（現在は生産していない）
- フローティングクレーン

## 主要事業所
- 名古屋工場 - 愛知県大府市朝日町6丁目1番地（住友重機械工業名古屋製造所内）
- 西条事業所 - 愛媛県西条市今在家1501番地（住友重機械工業西条工場内）